# Doomsday (personaggio)
Doomsday è un personaggio dei fumetti statunitensi pubblicati da DC Comics, creato da Dan Jurgens nel 1992.
Chiamato anche "la creatura dell'Armageddon" e "Colui che porta all'estinzione", Doomsday è uno dei più potenti supercriminali dell'universo DC divenuto celebre per aver ucciso Superman durante l'arco narrativo intitolato proprio La morte di Superman.
È stato inserito al quarantaseiesimo posto nella classifica dei cento migliori cattivi nella storia dei fumetti creata da IGN.

## Biografia del personaggio

### La morte di Superman
Nella sua prima apparizione Doomsday si libera da una misteriosa prigione (non si sa chi o come l'abbia catturato) e vaga senza meta per l'America, uccidendo e devastando tutto quello che incontra sul suo cammino.
Per contrastarlo viene chiamata la Justice League, ma neppure i più potenti eroi della Terra riescono a fermarlo: Guy Gardner, Blue Beetle, Ice e Bloodwynd vengono sbaragliati dal potentissimo alieno e Booster Gold, salvato all'ultimo da Superman, impressionato dalla sua spaventosa potenza lo ribattezza appunto "Doomsday".
L'Uomo d'Acciaio tenta di sconfiggerlo, ma il mostro riesce a tener testa a ogni suo attacco: alle porte di Metropolis, i due si scambiano colpi di inaudita potenza dando vita a un violentissimo scontro che si conclude con la morte di entrambi, sotto gli occhi di Lois Lane in lacrime davanti al corpo senza vita di Superman.

### Origini
Nell'arco narrativo Il cacciatore e la preda vengono svelate le sue origini: circa 250 000 anni fa, il folle scienziato alieno Bertron condusse un esperimento con lo scopo di creare la forma di vita perfetta.
Lo scienziato abbandonò un bambino (nato in vitro in un laboratorio) su Krypton, a quei tempi uno dei pianeti più pericolosi dell'universo a causa dei terribili predatori che lo abitavano e della sua atmosfera irrespirabile, che morì all'istante: Bertron recuperò i suoi resti e lo clonò, ripetendo questo esperimento migliaia di volte, mutandone la genetica e potenziandolo. Con il tempo, il bambino cominciò ad evolversi, adattandosi all'atmosfera e arrivando ad uccidere tutti i predatori che abitavano Krypton; sviluppò addirittura la capacità di risorgere divenendo di volta in volta immune a ciò che lo aveva ucciso. In seguito eliminò lo stesso Bertron, che reputava responsabile delle sue migliaia di morti. A causa della tragica esperienza su Krypton, Doomsday identifica ogni kriptoniano come suo nemico; questo spiega il suo istintivo odio per Superman.
Doomsday fuggì infine dalla sua prigionia su una navicella di Bertron e si recò su numerosi mondi seminando morte e distruzione. Il suo pellegrinaggio durò più di cinquemila anni, finché non giunse su Calaton, che razziò per tre anni; i sopravvissuti della capitale di questo mondo unirono le loro forze vitali combinandosi in un unico potentissimo essere, Radiant, che uccise Doomsday con un potente raggio energetico. Il suo corpo venne incatenato e avvolto in una tuta contenitiva per poi essere lanciato nello spazio. Il mostro precipitò quindi sulla Terra e dopo anni di prigionia nel sottosuolo, avendo sviluppato la capacità di risorgere, si liberò e devastò gli Stati Uniti, fino al giorno dello scontro tra lui e Superman.
A seguito della morte del supereroe, quattro personaggi (Eradicatore, Superboy, Acciaio e Cyborg) si fanno avanti come suoi sostituti; uno di loro deposita il cadavere di Doomsday su un asteroide fluttuante affinché vaghi per sempre nell'universo, ma il mostro si risveglia, dimostrandosi più vivo che mai, sebbene prigioniero. Il corpo viene recuperato da un cargo diretto su Apokolips sul quale Doomsday rinviene e massacra tutto l'equipaggio. Una volta atterrato devasta il pianeta di Darkseid, che si trova costretto ad affrontarlo: il tiranno del pianeta si troverà tuttavia in grande difficoltà, in quanto Doomsday si rivela immune persino ai Raggi Omega, la sua arma più potente.
Superman rivela la sua paura per il suo assassino e lo affronta per la seconda volta con l'aiuto di una potente scatola madre che aumenta i suoi poteri. Nonostante ciò, l'eroe sembra destinato a soccombere: Doomsday è più forte di prima, si rigenera e ha sviluppato poteri per contrastare quelli del suo avversario. Alla fine, grazie all'aiuto di Waverider degli uomini lineari, Superman riesce a spedire Doomsday alla fine del tempo, dove l'entropia dissolve ogni cosa, e il mostro grigio sembra definitivamente distrutto.
Il terzo incontro tra i due è decisamente diverso dai precedenti: in uno scontro con Superman, infatti, Brainiac riporta ustioni gravissime e rischia di morire ma si scopre che si è impossessato del corpo di Doomsday quando l'ex Lanterna Verde conosciuta ora con il nome di Parallax scatenò "l'ora zero", cioè il tentativo di creare nuove realtà spazio-tempo; il rimedio a tutto questo avrebbe ricomposto il tempo e tutto sarebbe riaccaduto, così Brainiac riuscì a salvare Doomsday dall'entropia e a tenerlo incosciente. Brainiac, in fin di vita, riversò la sua mente nel corpo del gigante, deciso a vendicarsi di Superman: il risultato di questa fusione fu in grado di fare a pezzi in pochi minuti la JLA. La battaglia si conclude con Superman che riesce prima a separare il corpo di Doomsday dalla mente di Brainiac, per poi rinchiuderlo in quattro teletrasportatori sulla Luna in modo che i suoi atomi restino divisi al 25% in ognuno.
Doomsday fa poi una breve apparizione in Our Worlds at War, l'arco narrativo di Imperiex: nel tentativo disperato di salvare la Terra, Doomsday viene liberato dalla sua prigione lunare dopo aver sostituito nella sua mente l'immagine di Superman con quella di Imperiex, ma quest'ultimo lo riduce ad uno scheletro con un solo colpo. Il metallo con cui erano composte le catene che imprigionavano Doomsday dopo la sua sconfitta su Calaton sono così resistenti che Superman non riesce né a romperle né a fonderle con la vista laser e lo stesso si salva solo perché Black Rider lo rispedisce nel mondo dei vivi.
Nell'arco narrativo Joker, l'ultima risata si scopre che i resti del corpo di Doomsday verranno poi recuperati da Lex Luthor che lo ricostruirà utilizzando anche frammenti di DNA kryptoniano per accelerarne la rinascita (si era stimato che per risorgere dallo scheletro gli ci sarebbero voluti migliaia di anni). Doomsday scappa grazie a Joker, ma Superman lo batte dato che a causa del DNA kriptoniano è in grado di provare sia la paura che il dolore. Doomsday poi viene ceduto da Luthor a Darkseid come saldo del debito creatosi nell'arco narrativo Our World at War.
Doomsday farà altre apparizioni, ma di minore importanza.

### Il Regno di Doomsday
Il mostruoso distruttore grigio è tornato (privo delle lacune derivanti dalla modifica genetica di Luthor) e lo sforzo congiunto di ben ottanta supereroi (tra cui Superman, Capitan Atom e Capitan Marvel), e di potenti villain come Black Adam e Major Force potrebbe non essere sufficiente a contrastarlo.
In Il Ritorno di Doomsday, volume precedente a quello di cui sopra, il mostro torna sulla Terra alla ricerca dei kryptoniani: dopo aver sconfitto facilmente la maggior parte di essi (come Superboy, Supergirl e Zod) scompare.

## Poteri e abilità
Doomsday possiede caratteristiche fisiche paragonabili solo a quelle di Superman, assieme al quale è l'unico essere vivente ad essere sopravvissuto ai Raggi Omega di Darkseid.
La sua forza fisica, superiore a quella di ogni altro personaggio dell'universo DC (esclusi gli dei e gli esseri superiori), gli consente di sollevare facilmente migliaia di  tonnellate con una mano, abbattere pareti di titanio e sottomettere Superman spezzandogli facilmente un braccio, lanciarlo contro un'astronave e farlo passare attraverso dieci edifici; ha anche causato un terremoto, che ha distrutto due intere città, semplicemente colpendo il terreno con un pugno. Grazie alla forza delle gambe è in grado di muoversi alla velocità del suono e percorrere diverse miglia con un unico salto, sopperendo così all'impossibilità di volare.
La sua resistenza sembra illimitata quanto la sua forza: riesce infatti a vincere facilmente la forza di gravità e può sopravvivere anche ad esplosioni atomiche, oltre a non avvertire dolore e fatica nemmeno combattendo contro tutta la JLA; non ha bisogno di nutrirsi, respirare, dormire o soddisfare gli altri bisogni fisiologici primari, è immune agli elementi nocivi, alle malattie e all'invecchiamento. È anche dotato di un fattore rigenerante tra i più efficaci: nello scontro con Superman, durato un giorno intero, ogni sua ferita si è rimarginata in pochi istanti ed è riuscito a resistere senza problemi ai colpi di esseri dotati di forza sovrumana come lo stesso Superman, Wonder Woman e Capitan Atom. Sempre questa facoltà gli consente di sviluppare in pochi istanti caratteristiche e poteri in grado di contrastare quelli del proprio nemico: quando Superman lo ha attaccato con le onde ultrasoniche, i canali uditivi del mostro si sono chiusi e durante lo scontro con Martian Manhunter ha iniziato a sputare fuoco.
Possiede inoltre una velocità impressionante per le sue dimensioni: i suoi incredibili riflessi gli permettono di tener testa a personaggi come Superman, Martian Manhunter e Capitan Atom, colpire Flash e tenere testa a tutta la Justice League che lo attaccava simultaneamente. Può anche avvertire la presenza di qualunque kryptoniano nelle vicinanze.
Il suo vero potere risiede però nella capacità di resuscitare ogni volta che viene ucciso, evolvendosi contro ciò che l'ha sconfitto e divenendo sempre più forte; il tempo impiegato per rigenerarsi è comunque direttamente proporzionale alla gravità del danno subito.

## Altre versioni

### Amalgam
Nell'universo Amalgam, Doomsday si fonde ad uno dei più celebri supercriminali della Marvel Comics, il Dottor Destino, dando vita al Dottor Doomsday.

### Superman: Red Son
Doomsday fa una breve apparizione anche nell'Elseworld Superman: Red Son: qui è una creatura artificiale creata dallo scienziato americano Lex Luthor per contrastare l'ascesa del Superman comunista.

## Altri media

Doomsday nel film d'animazione Superman: Doomsday - Il giorno del giudizio.

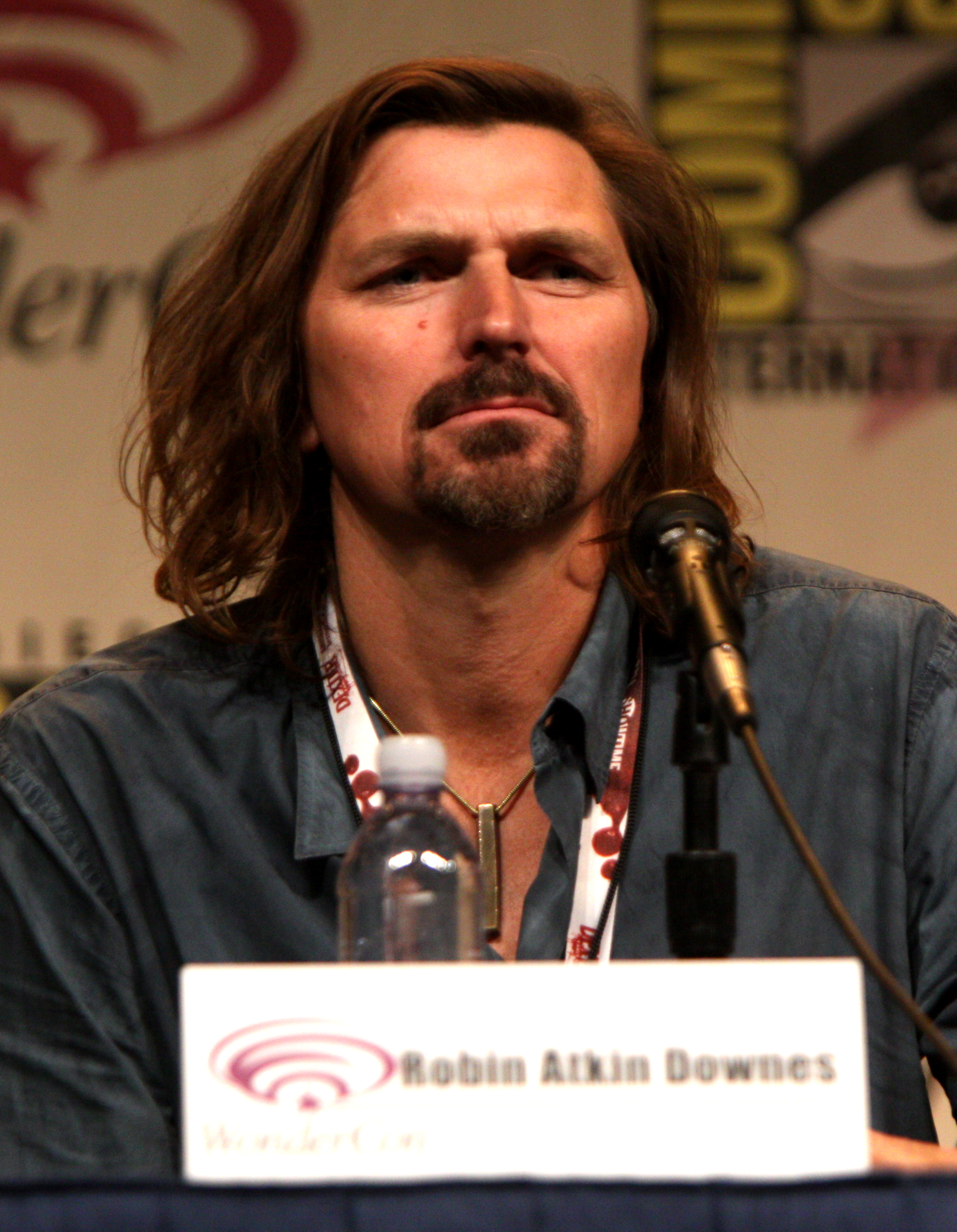
Robin Atkin Downes, interpreta Doomsday nel film Batman v Superman: Dawn of Justice.

- La morte di Superman viene ripresa nel lungometraggio Superman: Doomsday - Il giorno del giudizio. La creatura viene inavvertitamente risvegliata dagli scavi sotterranei di Lex Luthor. La bestia si dirige a Metropolis, lasciando dietro di sé morte e devastazione.
- Nel lungometraggio Superman/Batman: Apocalypse Darkseid crea dei cloni del mostro, Superman li affronta con l'aiuto delle amazzoni, infine l'Uomo d'Acciaio li distrugge con la sua vista laser.
- La morte di Superman è ripresa anche nel videogioco The Death and Return of Superman, in cui Doomsday funge da secondo boss.
- Doomsday appare come antagonista nell'ottava stagione della serie TV Smallville, in forma di mostro impersonato dallo stuntman Dario Delacio, mentre è interpretato da Sam Witwer nella sua forma umana, Davis Bloome, un paramedico dell'ospedale di Metropolis, che soffre di blackout mnemonici durante i quali si trasforma nella bestia e commette atti orribili.
- Doomsday, tradotto in Giudizio Finale, compare in due episodi del DC Animated Universe, nella seconda stagione di Justice League e nella seconda di Justice League Unlimited, dove è rappresentato intelligente e in grado di parlare.
- Un clone di Doomsday compare nel videogioco Justice League Heroes, dove è uno dei boss da affrontare.
- Compare anche come personaggio utilizzabile nei videogiochi Infinite Crisis, Injustice: Gods Among Us, LEGO Batman 3: Gotham e oltre e Injustice 2.
- Doomsday appare nel DC Extended Universe, in cui è interpretato tramite motion capture da Robin Atkin Downes.[9]
  - Il personaggio è uno dei due antagonisti secondari del film Batman v Superman: Dawn of Justice (2016). In questa versione si tratta di un abominio kryptoniano creato da Lex Luthor usando il corpo del defunto Generale Zod.Tuttavia, il registra del film ha affermato che questo abominio non è il vero Doomsday, il quale è da qualche parte nell’universo.[10][11][12]
  - Doomsday appare anche brevemente nel prologo del film Zack Snyder's Justice League (2021) - la versione originale di Justice League (2017) - che riprendono la scena della morte di Superman da Batman v Superman: Dawn of Justice.